# Corn dog

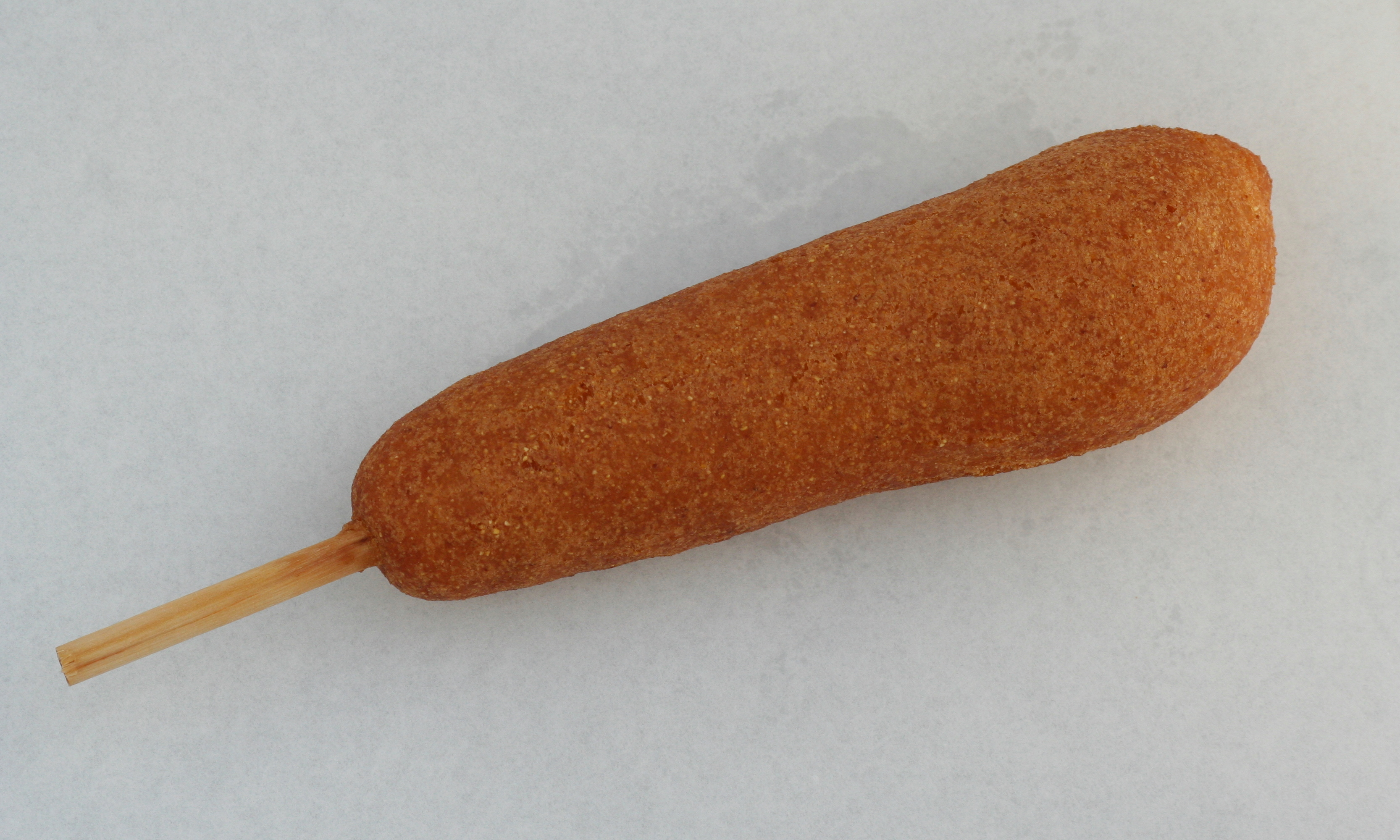
Wygląd z zewnątrz

Corn dog (rzadziej parówka w cieście) – amerykańskie danie typu fast food. Jest to parówka pokryta ciastem kukurydzianym i smażona w gorącym oleju. Corn dogi podawane są na drewnianym patyku lub bez niego.

## Historia

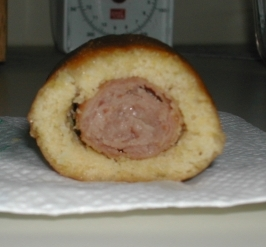
Przekrój

Corn dogi zaczęto popularyzować w 1942 w stanie Teksas.
Pierwsze corn dogi na patyku nazwano „cozy dogs” i nadal są serwowane w restauracji „Cozy Dog Drive In” w Springfield. W 1946 Ed Waldmire Jr. ze swoim przyjacielem Donem Strandem zastosowali urządzenie nadziewające parówkę na patyk. Danie to nazwali „crusty cur”. Jednakże żona Eda Virginia zapożyczyła nazwę „cozy dogs”, ponieważ jej zdaniem produkt o nazwie „crusty” (chrupiący) nie brzmiał apetycznie. Z użyciem nazwy „cozy dogs” Woldmire stworzył logo z użyciem dwóch postaci kreskówkowych, parówki obejmującej postać „cozy”. Później opatentował urządzenie, w które wpinano patyki a następnie dawało możliwość nadziewania, pokrywania i smażenia wielu parówek jednocześnie, co zwiększyło znacznie możliwości produkcyjne i wpłynęło na ekonomiczność procesu. Na początku patyki były wykonane wyłącznie z dębiny, obecnie używa się drewna sosnowego.
W 1946 Dave Barham otworzył pierwszą restaurację o nazwie „Hot Dog na patyku”, a następnie sieć restauracji, które w swoim menu miały corn dogi. Obecnie firma zaopatruje 115 magazynów w 17 stanach, głównie w centrach handlowych.
Corn dog jest także daniem posiadającym swoje święto. Międzynarodowy Corn Dog Day jest świętowany meczem koszykówki, corn dogami, tater tots i amerykańskim piwem. Organizowane jest ono w pierwszą sobotę marca przed mistrzostwami pierwszej ligi koszykówki mężczyzn. Corn dogi w USA serwowane są przez uliczne budki, również w centrach handlowych i na stacjach benzynowych. Jest także sprzedawany przy okazjach takich jak obchody państwowe, festiwale oraz inne wydarzenia kulturalne.

## Przygotowanie corn dogów
W niektórych lokalach corn dogi przygotowywane i smażone są przed podaniem klientowi. W innych lokalach po przygotowaniu są zamrażane na dłuższy czas. Podawane są z keczupem, musztardą, sosem lub majonezem.

## Nazwy potrawy w różnych krajach
Corn dogi w Kanadzie znane są pod nazwą „pogos”. Ogólnie nazwa ma swoje źródło w marce produktu nadanej przez wytwórcę. Niektórzy Kanadyjczycy nazywają je „pronto pups”. W Australii znane są jako „Dogwood dogs”, „Pluto dogs”, lub „Dippy dogs”. W Korei Południowej jako „hot dog”. W Nowej Zelandii nazywa się je „hot dogs” lub „American hot dog”. We wschodnich Stanach Zjednoczonych nazywa się ją złocistym rajem. W Europie nazywa się go również jako „toasty dogs”. Nazwa „corn dog” wbrew pozorom nie pochodzi od ciasta kukurydzianego, w którym maczana jest parówka, lecz od nadziewania na patyk w identyczny sposób, jak to robi się w przypadku kukurydzy.

## Inne postacie corn doga
Wersja śniadaniowa to smażona parówka zawinięta w naleśnik.